# Cessna O-1 Bird Dog
Cessna O-1 Bird Dog byl americký jednomotorový průzkumný letoun vyvinutý společností Cessna. Letoun, zavedený do služby v roce 1950, byl používán až do poloviny 70. let 20. století.

## Vývoj
Americká armáda potřebovala koncem 40. let operačně využitelný dvoumístný pozorovací letoun. Ve výběrovém řízení zvítězila společnost Cessna se strojem Cessna 305A, jejíž prototyp (imatrikulace N41694) poprvé vzlétl 14. prosince 1949. Nový typ vycházel z osvědčeného letounu Cessna 170, který byl upraven pro vojenskou činnost. Překryt kokpitu byl v jeho zadní části prodloužen a bohatě prosklen, širší dveře do kabiny pak umožňovaly bezproblémovou manipulaci s nákladem, popřípadě raněných na nosítkách.
Sériová výroba byla zahájena v roce 1950, pro americkou armádu jako Cessna L-19A Bird Dog, pro USMC pak OE-1. V roce 1962 došlo ke sjednocení označení na O-1A a O-1B.
Licenční výroba probíhala u japonské firmy Fuji a italské SIAI-Marchetti.

## Nasazení

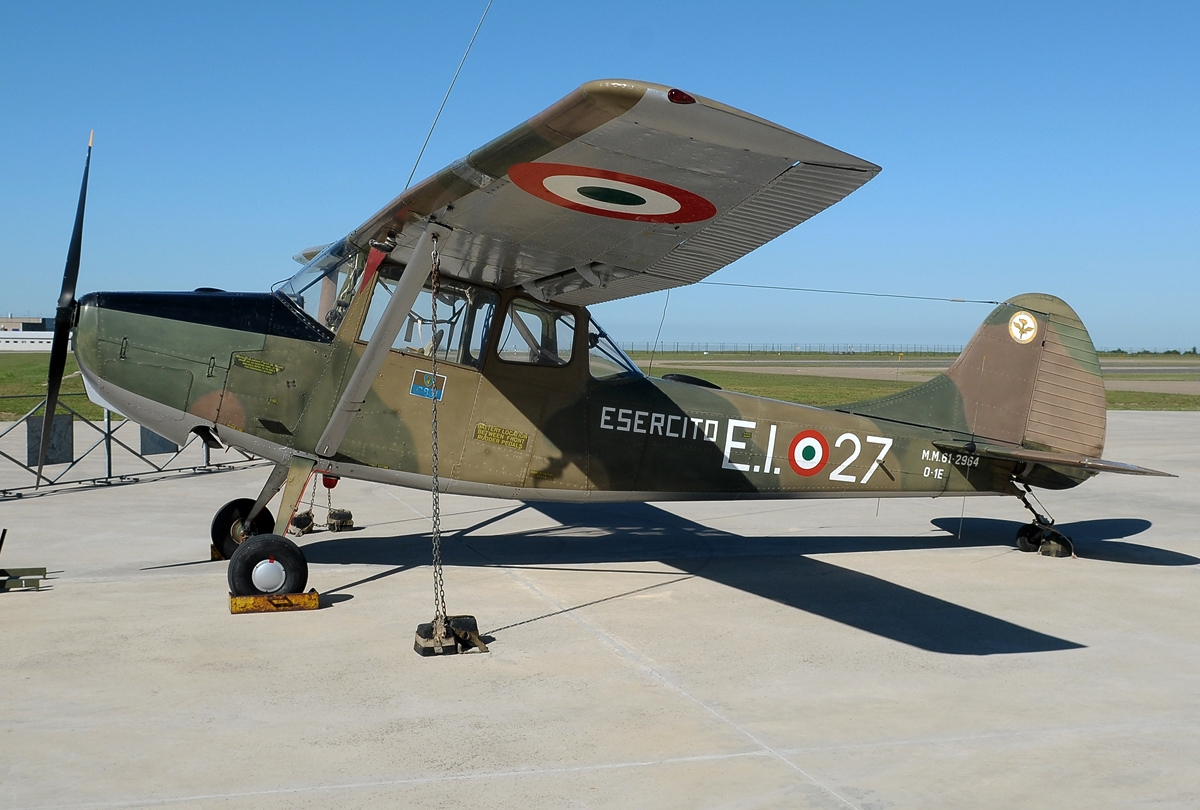
Cessna O-1E Bird Dog (MM61-2964) italského vojskového letectva

Tento typ letounu byl bojově používán ve válce v Koreji a válce ve Vietnamu, kde byl využíván hlavně pro rychlé průzkumné akce ke zjištění pozic nepřítele.
K dalším vojenským uživatelům patřilo například Fuerza Aerea de Chile, Österreichische Luftstreitkräfte, Aeronautica Militare a Türk Hava Kuvvetleri.[zdroj⁠?!]

## Uživatelé

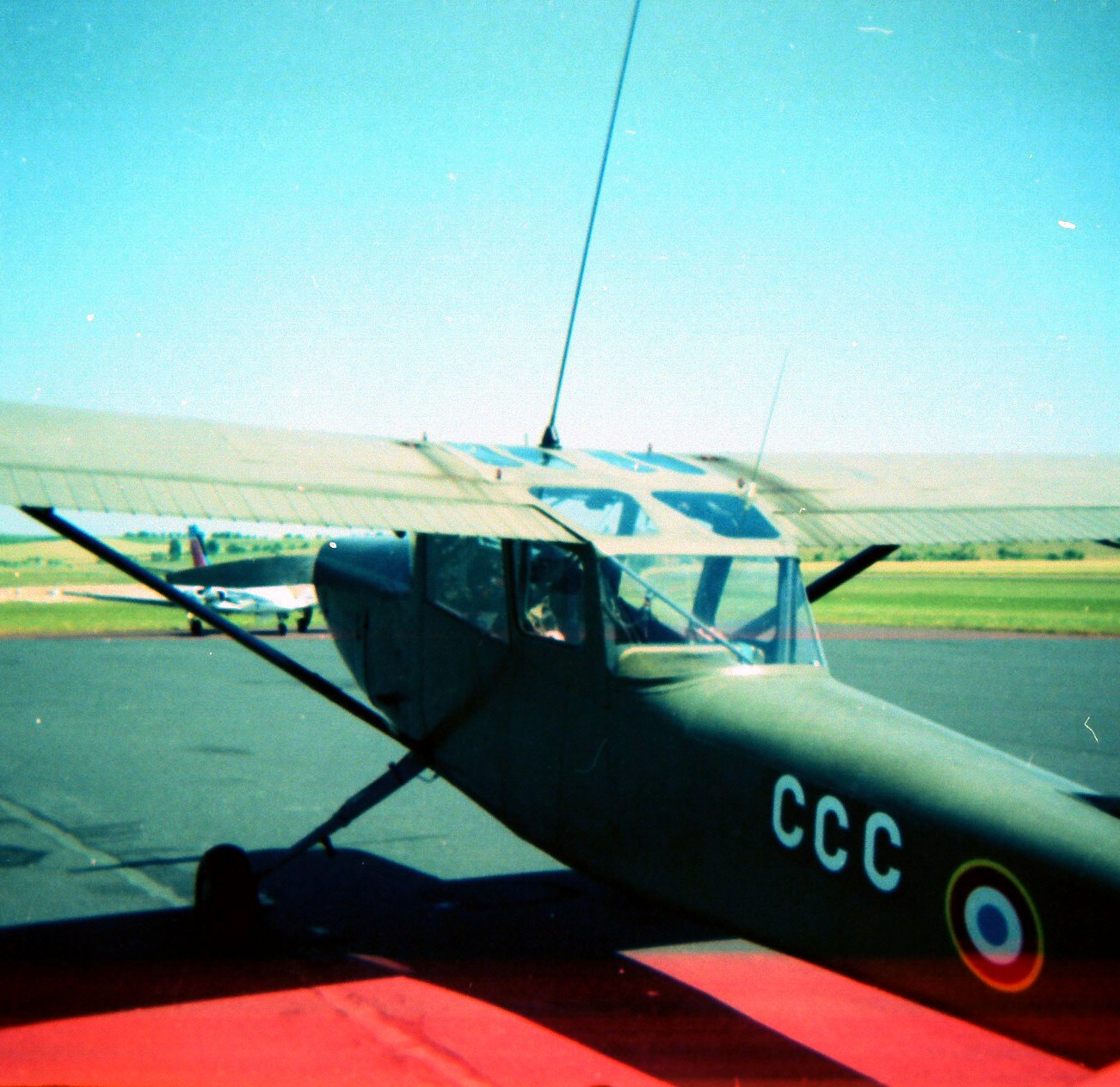
Cessna 0-1 Bird Dog francouzského vojskového letectva

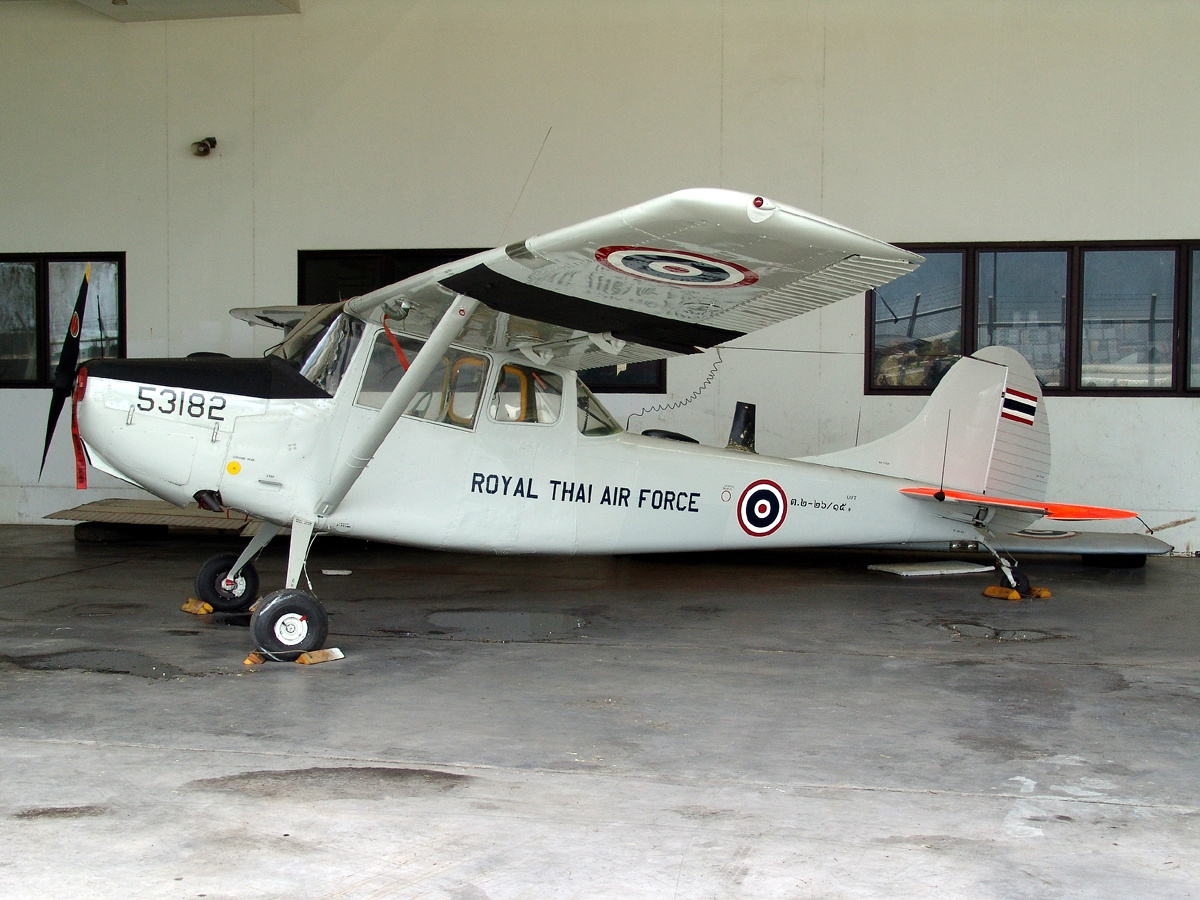
Cessna O-1A Bird Dog (Royal Thai Air Force)

- Austrálie
  - Australian Army Aviation
- Brazílie
  - Brazilské letectvo
- Čínská republika
  - Armáda Čínské republiky
  - Námořní pěchota Čínské republiky
- Filipíny
  - Filipínská armáda
  - Filipínské letectvo
  - Filipínské námořnictvo
- Francie
  - Aviation légère de l'Armée de terre
- Chile
  - Chilské letectvo
- Indonésie
  - Indonéská armáda
- Itálie
  - Aviazione dell'Esercito
- Japonsko
  - Japonské pozemní síly sebeobrany
- Jižní Korea
  - Letectvo Korejské republiky
- Kanada
  - Royal Canadian Air Force
- Kambodža
  - Khmerské letectvo
- Laoské království
  - Laoské královské letectvo
- Malta
  - Maltské letecké křídlo
- Norsko
  - Norské královské letectvo
- Pákistán
  - Pákistánská armáda
- Rakousko
  - Rakouské letectvo
- Saúdská Arábie
  - Saúdské královské letectvo
- Spojené státy americké
  - United States Army
  - United States Air Force
  - United States Marine Corps Aviation
  - Civil Air Patrol
- Španělsko
  - Španělská armáda
  - Španělské letectvo
- Thajsko
  - Královská thajská armáda
  - Thajské královské letectvo
  - Thajské královské námořnictvo
- Vietnamská republika
  - Letectvo Vietnamské republiky
- Vietnam
  - Letectvo Vietnamské lidové osvobozenecké armády

## Specifikace (O-1E)

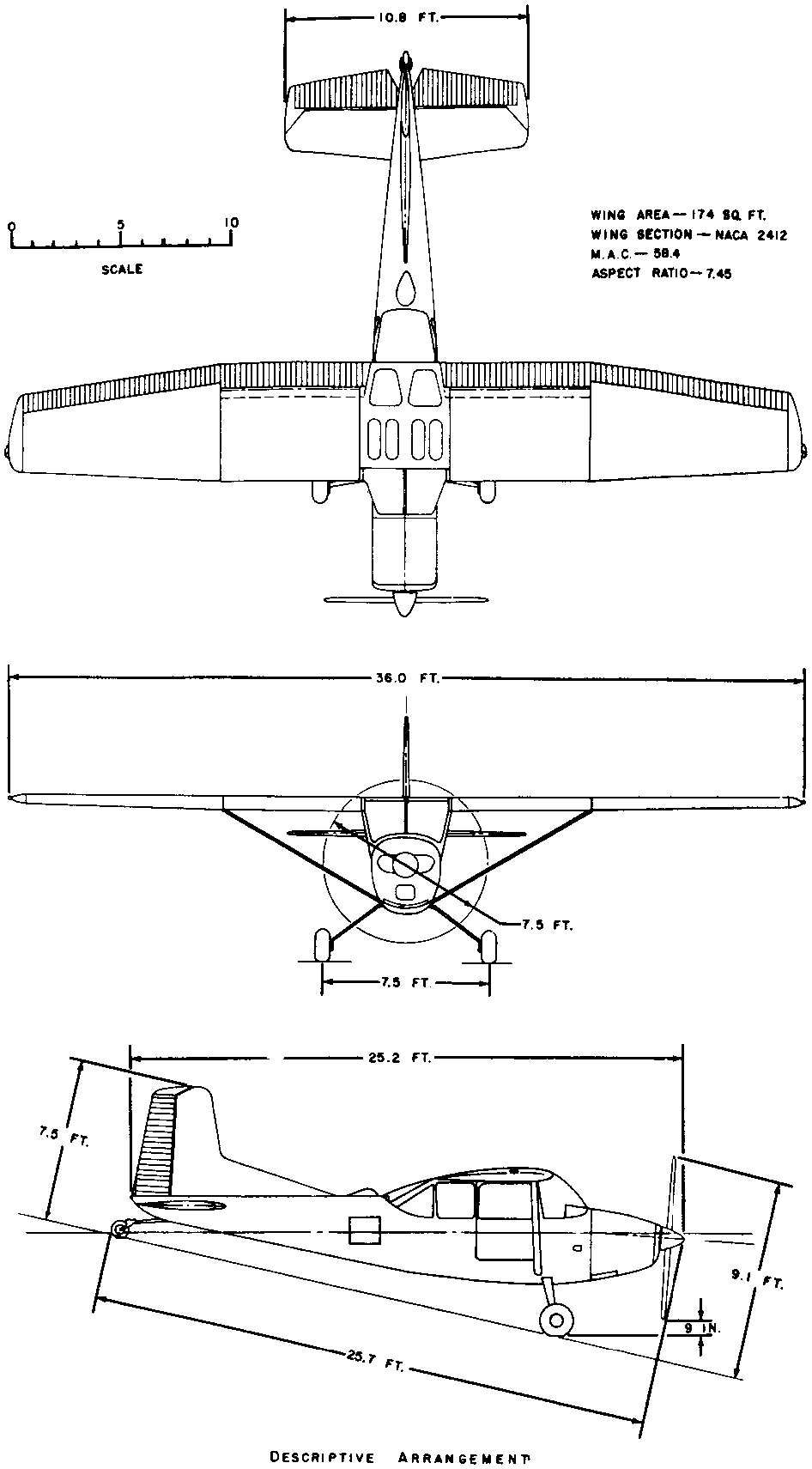
Třípohledový nákres O-1C

Údaje podle

### Technické údaje
- Osádka: 2 (pilot a pozorovatel)[2]:s.80
- Rozpětí: 10,97 m
- Délka: 7,85 m
- Výška: 2,22 m
- Nosná plocha: 16,16 m²
- Prázdná hmotnost: 732 kg
- Maximální vzletová hmotnost: 1089 kg
- Pohonná jednotka: 1 × vzduchem chlazený šestiválcový plochý motor Continental O-470-11[2]:s.80
- Výkon pohonné jednotky: 213 hp (kW)[2]:s.80

### Výkony
- Maximální rychlost: 209 km/h
- Praktický dostup: 7565 m
- Maximální dolet: 853 km

### Výzbroj
- stroje používané v roli předsunutého leteckého návodčího mohly nést podkřídelní závěsníky pro rakety k označování cílů[2]:s.80